# گربه‌ماهیان زره‌دار
گربه‌ماهیان زره‌دار (Callichthyidae) تیره‌ای از راسته گربه‌ماهی‌سانان است که به دلیل وجود دو ردیف صفحات استخوانی (یا scutes) در طول بدنشان، گربه ماهی‌های زره پوش نامیده می‌شوند. این تیره حاوی برخی از محبوب‌ترین ماهی‌های آکواریومی آب شیرین، مانند بسیاری از گونه‌های جنس کوریدوراس است.
نام این خانواده از واژه یونانی kalli- گرفته شده است. (καλλι-, 'زیبا') و ichthys (ἰχθύς, 'ماهی'). گربه‌ماهیان زره‌دار یکی از شش خانواده در ابرخانواده مکنده‌دهان‌واران است و با گربه‌ماهی خاردار کوتوله و گربه‌ماهی بالارو در یک تبارشاخه خواهر بوده و با هم مکنده‌دهانان را تشکیل می‌دهند. خانواده گربه‌ماهیان زره‌دار، شامل دو زیرخانواده دارای هشت جنس و حدود ۱۷۷ گونه هستند که حدود ۷٪ از کل گربه‌ماهی‌ها را تشکیل می‌دهند. بیشتر این گونه‌ها در جنس کوریدوراس، بزرگ‌ترین جنس از گربه ماهی هستند.
زیرخانواده کوریدورادین‌ها (Corydoradinae) شامل حدود ۹۰ درصد از گونه‌های خانواده گربه‌ماهیان زره‌دار است و یکی از متنوع‌ترین مجموعه‌های گربه‌ماهی‌سانان در مناطق نئوتروپیکال است که خود دارای ۱۷۰ گونه معتبر است که خود شامل دو شاخه آسپیدوراس‌ها و کوریدوراس‌ها است. آسپیدوراس‌ها شامل آسپیدوراس و اسکلرومیستاکس‌ها است، در حالی که گربه‌ماهی‌های زره‌دار شامل کوریدوراس و بروچی است. برخی بر این باورند که جنس بروچی باید با کوریدوراس مترادف شود.

## توزیع
خانواده نئوتروپیکال گربه‌ماهیان زره‌دار در اکثر زهکشی‌های رودخانه‌های آمریکای جنوبی همچون پارانا - پاراگوئه، سائو فرانسیسکو، حوضه‌های ساحلی اقیانوس اطلس در برزیل، آمازون، اورینوکو، ماراکایبو، ماگدالنا یافت می‌شود. از آنجائیکه گونه (Hoplosternum punctatum) تنها در چند رودخانه در پاناما وجود دارد، بنابراین تنها گونه در آمریکای مرکزی است. Callichthyidae بالاترین غنای گونه‌ای را در سرچشمه‌های زهکشی آمازوناس و رودخانه‌هایی که سپر گویانا را تخلیه می‌کنند، دارند.
زیرخانواده گربه‌ماهیان زره‌دار در شرق رشته کوه آند و شمال سیستم ریودو لا پلاتا یافت می‌شود. نمونه‌هایی از کوریدوراس‌ها (Corydoradinae) در چندین محیط آب شیرین در نهرهای پیمونت با جریان سریع و کف ماسه ای یا سنگی گرفته تا استخرهای دشت با کف گل آلود. و یک گونه منفرد بنام (Aspidoras mephisto) که یک غار ماهی است، یافت می‌شوند.

## توضیحات

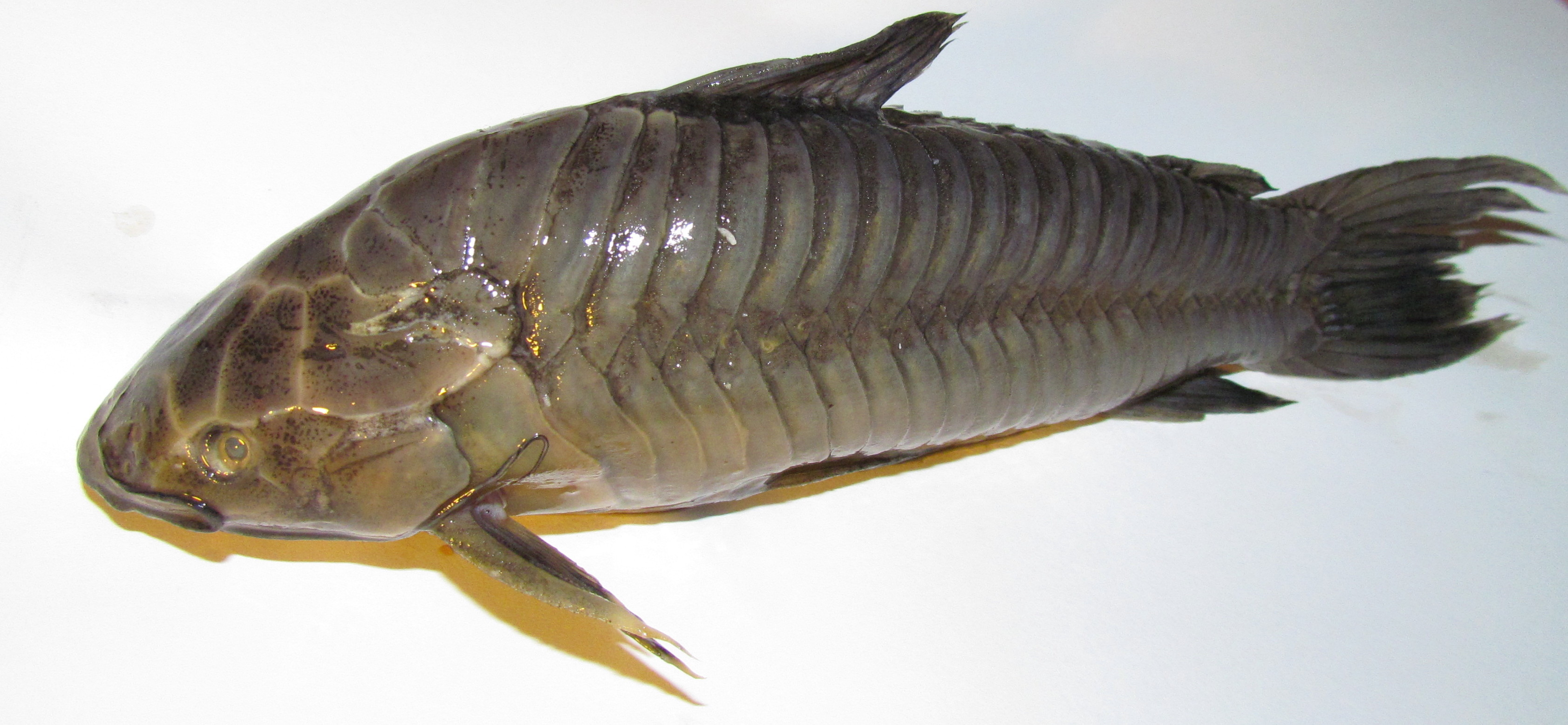
عکس نزدیک از Hoplosternum littorale که صفحات استخوانی روی هم را نشان می‌دهد

گربه‌ماهیان زره‌دار گربه‌ماهی‌های نسبتاً کوچکی هستند و اندازه آنها در برخی گونه‌های کوچک کوریدوراس از ۲ سانتیمتر (۰٫۷۹ اینچ) تجاوز نمی‌کند. برخی منابع اندازه گونه (Hoplosternum littorale) را ۲۴ سانتیمتر (۹٫۴ اینچ) عدد ذکر کرده‌اند. آنها دهانی کوچک و متمایل به سمت شکم با یک یا دو جفت سبیلک توسعه یافته دارند. باله‌های پشتی و سینه ای دارای خارهای قوی دارند و یک ستون فقرات در مرز قدامی باله چربی دیده می‌شود. در بسیاری از گونه‌های این خانواده، این خارها سمی و به عنوان یک عامل بازدارنده در مقابل شکارچیان هستند.
صفحات استخوانی (scutes) روی بدن که یکی از بارزترین خصوصیات آنهاست، یکی از دلایل اصلی نامگذاری این ماهی‌ها است. بدن دارای دو ردیف از صفحات استخوانی روی هم در هر طرف است. چینش صفحات به گونه‌ای است که در امتداد ردیف‌ها و همچنین بین ردیف‌ها روی هم قرار می‌گیرند و از بدن محافظت می‌کنند، با اینحال مخل آزادی حرکت ماهی نمی‌شوند. این صفحات استخوانی به استخوان‌های جامد سر متصل می‌شوند. حتی ممکن است سر خود با صفحات استخوانی پوشیده باشد.
گونه‌های کوریدوراس اندازه کوچکی دارند، حداکثر حدود ۹ سانتیمتر (۳٫۵ اینچ) طول و به راحتی با بدن عمیق و سبیلکهای کوتاه فک بالا از سایر گربه‌ماهیان زره‌دار متمایز می‌شوند.

## اکولوژی
عادات زندگی در آنها متنوع است. این خانواده هم شامل گونه‌هایی که کف‌خوار هستند و هم شامل گونه‌هایی که در قسمتهای میان آب تغذیه می‌کنند، می‌باشد. گربه‌ماهی‌های زره‌دار در طیف وسیعی از زیستگاه‌ها زندگی می‌کنند، آنها از نهرهای کوچک، سریع و غنی از اکسیژن گرفته تا رودخانه‌های بزرگ و مناطق سیل زده زندگی می‌کنند. زیستگاه آنها حتی ممکن است شامل مناطق باتلاقی و گل آلود باشد که در آنها اکسیژن تقریباً وجود ندارد. گربه‌ماهی‌های زره‌دار در این شرایط با تنفس از هوا، جمع کردن و بلعیدن هوا از سطح آب زنده می‌مانند. روده‌ها پس از بلعیدن آب کار جذب اکسیژن را انجام می‌دهند. هوای بلعیده شده پس از جذب اکسیژن از طریق مقعد خارج می‌شود. روده گوارشی قدامی یک کانال هوا در روده گوارشی ایجاد می‌کند تا هوا بدون مانع عبور کند. روده خلفی با کاهش ضخامت اپیتلیوم، زیر مخاط و لایه‌های ماهیچه‌ای برای تنفس، به ساختاری با دیواره نازک و بسیار عروقی اصلاح و تبدیل می‌شود که عمل جذب اکسیژن از طریق همین دیواره عروقی انجام می‌شود، این مکانیزم برای اهداف گوارشی ناکارآمد است. حرکت هوا از طریق دستگاه گوارش باعث تسهیل حرکت گوارشی به راست روده می‌شود. برخلاف سایر گربه ماهی‌ها مانند مکنده‌دهانان یا گربه‌ماهیان قلمی که ممکن است فقط در شرایط هیپوکسیک، اقدام به تنفس از طریق هوا بکنند، گربه‌ماهی‌های زره‌دار در هر شرایط آبی، هوا را تنفس می‌کنند. همچنین برخی از گونه‌های گربه‌ماهی‌های زره‌دار می‌توانند هوا را از طریق روده‌های عقب خود جذب کنند تا بتوانند در فواصل کوتاهی در خشکی حرکت کنند. هوای ذخیره شده در دستگاه گوارش آنها نیز ۷۵ درصد هوای لازم برای شناوری خنثی را تشکیل می‌دهد.
عادات تولید مثل نیز در بین گونه‌ها متغیر است. کوریدوراس‌ها مانند بیشتر گربه ماهی‌ها روی بسترهای همچون سنگ، کنده یا برگ تولید مثل می‌کنند. با این حال، اعضای زیرخانواده گربه‌ماهی‌های زره‌دار به ساختن و محافظت از لانه‌های حباب کفی شناور معروف هستند. گزارش شده است که گونه (Hoplosternum littorale) پیچیده‌ترین ساختار لانه را دارد. این لانه‌های شناور توسط ماهی از کف و بقایای گیاهی ساخته می‌شود و تخم ریزی و مراقبت از تخم‌ها و لاروها در این لانه‌ها انجام می‌شود. وظیفه مراقبت بعهده ماهی نر است. در کوریدوراس‌ها و گونه‌های (Hoplosternum)، لقاح تخمک از طریق «نوشیدن اسپرم» است، بدین‌صورت که دهان ماهی ماده با دهانه تناسلی نر «وضعیت T شکل» تشکیل می‌دهند. سپس ماده اسپرم را می‌نوشد و اسپرم و تخمک را همزمان آزاد می‌کند.

## رابطه با انسان‌ها
صید تجاری و تغذیه از برخی از گونه‌ها در آمریکای جنوبی بسیار رایج است و معمولاً ماهی‌های صید شده بدون فلس‌گیری با زره استخوانی خود پخته می‌شوند. برخی از گربه‌ماهی‌های زره‌دار، به ویژه گونه‌های کوریدوراس، به عنوان ماهی زینتی در تجارت آکواریوم و سرگرمی نگهداری ماهی جزو گونه‌های محبوب هستند.